# Canarias (navire)
Pour les articles homonymes, voir Canaries (homonymie).
Le Canarias  est un croiseur lourd de classe Canarias (en) ayant servi dans la marine espagnole.
Il est construit en Espagne par la Société espagnole de construction navale, filiale de Vickers-Armstrong, sur un design britannique qui est une variante de la classe County de la Royal Navy.
Le Canarias est en service pendant la guerre d'Espagne où il est le navire amiral de la marine nationaliste et coule 34 navires, dont le destroyer Almirante Ferrándiz (en) de la marine républicaine espagnole lors de la bataille du cap Spartel.